# 치브스 텔퍼드
필립 치브스 텔포드 (Filip Chibs Telford)는 미국 FX Networks 드라마 썬즈 오브 아나키에 등장하는 등장인물이다. 스코틀랜드의 배우 토미 플라나건이 분해 연기했다.
작중 IRA 활동가 출신의 차밍타운 샘크로 조직원으로 등장한다. 작중 아일랜드 원정 당시 기존 아일랜드 샘크로 조직원들과 깊은 유대감을 보여주어 아일랜드 샘크로 조직원 출신이었던 것처럼 묘사되고 있다. 잭슨 잭스 텔러의 최측근이자 친구로 시즌 4에서 잭슨 잭스 텔러가 클라렌스 클레이 모로우를 밀어내고 조직 리더가 되자, 알렉스 티그 트래거를 제치고 조직 최상위에 오른다.